# Dima Sadek
Dima Sadek (àrab: ديما صادق)  (28 de febrer de 1978) és una periodista libanesa condemnada el 2023 a presó per haver denunciat amb un tuit l'agressió de dos joves per part de membres lleials al partit Moviment Patriòtic Lliure de Michel Aoun.

## Trajectòria
Dima Sadek va néixer en el si d'una família musulmana xiïta però partidari d'una societat i un règim polític laics i liberals. Després d'acabar els estudis de postgrau en Ciències Polítiques a la Universitat Sant Josep de Beirut, Dima Sadek va treballar com a periodista i presentadora de notícies al canal de televisió libanès Orange TV, i com a presentadora de programes d'actualitat política al canal LBCI.
Ha estat amenaçada diverses vegades i víctima de ciberassetjament per exercir la seva llibertat d'expressió. El 2023 va ser condemnada per «calúmnia, difamació i promoció del sectarisme» a un any de presó, privació de drets civils i una multa de 110 milions de lliures libaneses per danys i perjudicis, una condemna que va despertar la indignació al Líban i arreu del món.